# DFL-Ligapokal 2007
Der DFL-Ligapokal 2007 (offiziell Premiere Ligapokal 2007) war die 12. und bislang letzte Auflage des Wettbewerbs und begann am 21. Juli 2007 mit den Vorrundenspielen in Düsseldorf. Das Finale wurde am 28. Juli in Leipzig ausgetragen. Teilnehmer waren mit VfB Stuttgart, FC Schalke 04, Werder Bremen und FC Bayern München die ersten vier Mannschaften in der Abschlusstabelle der abgelaufenen Bundesliga-Saison, der 1. FC Nürnberg als Pokalsieger sowie erstmals der Meister der 2. Fußball-Bundesliga, in diesem Jahr der Karlsruher SC. Torschützenkönig wurde Franck Ribéry von Bayern München mit 3 Treffern.

## Turnierverlauf
Alle Mannschaften betonten vor dem Turnier, wie unwichtig der Titel sei und dass die Spiele nur als Vorbereitung auf die Liga angesehen werden. Schalke 04 hatte sich nach dem knappen Sieg gegen Karlsruhe eine Verbesserung vorgenommen, die mit dem Sieg gegen Nürnberg gelungen war. Der DFB-Pokalsieger zeigte Schwächen in der Abwehr, die in der vorherigen Saison noch den Kern der Mannschaft gebildet hatte. Bayern München gewann in der Vorrunde deutlich gegen Werder Bremen und besiegte im Halbfinale den Meister Stuttgart. Somit waren alle drei Titelträger bereits im ersten Spiel ausgeschieden. Das Finale bestritten folglich zwei Mannschaften, die bereits in der Vorrunde antreten mussten. Im Endspiel spielten beide Teams schwach, wobei Bayern mit 1:0 gewann.

### Vorrundenspiele
| Datum                      |               | Ergebnis  |                   | Ort                   |
| -------------------------- | ------------- | --------- | ----------------- | --------------------- |
| 21. Juli 2007 um 15:30 Uhr | FC Schalke 04 | 1:0 (1:0) | Karlsruher SC     | LTU arena, Düsseldorf |
| 21. Juli 2007 um 18:00 Uhr | Werder Bremen | 1:4 (1:3) | FC Bayern München | LTU arena, Düsseldorf |

### Halbfinale
| Datum                      |                | Ergebnis  |                   | Ort                                 |
| -------------------------- | -------------- | --------- | ----------------- | ----------------------------------- |
| 24. Juli 2007 um 20:30 Uhr | 1. FC Nürnberg | 2:4 (1:3) | FC Schalke 04     | Easycredit-Stadion, Nürnberg        |
| 25. Juli 2007 um 20:30 Uhr | VfB Stuttgart  | 0:2 (0:1) | FC Bayern München | Gottlieb-Daimler-Stadion, Stuttgart |

### Finale
| Paarung           | FC Bayern München – FC Schalke 04 |
| Ergebnis          | 1:0 (1:0) |
| Datum             | 28. Juli 2007 um 18:00 Uhr |
| Stadion           | Zentralstadion, Leipzig |
| Zuschauer         | 43.500 |
| Schiedsrichter    | Florian Meyer (Burgdorf) |
| Tore              | 1:0 Miroslav Klose (29.) |
| FC Bayern München | Oliver Kahn – Philipp Lahm, Lúcio, Martín Demichelis, Marcell Jansen – Zé Roberto, Andreas Ottl, Christian Lell (75. Julio dos Santos), Hamit Altıntop, José Ernesto Sosa – Miroslav Klose (90. Sandro Wagner) Cheftrainer: Ottmar Hitzfeld                                |
| FC Schalke 04     | Manuel Neuer – Rafinha (75. Heiko Westermann), Marcelo Bordon , Mladen Krstajić, Christian Pander – Fabian Ernst, Lewan Kobiaschwili, Halil Altıntop, Ivan Rakitić (66. Mimoun Azaouagh) – Peter Løvenkrands (58. Gerald Asamoah), Kevin Kurányi Cheftrainer: Mirko Slomka |
| Gelbe Karten      | Lúcio, Zé Roberto – Mladen Krstajić, Lewan Kobiaschwili, Halil Altıntop, Gerald Asamoah |

| Eröffnungszeremonie | Mannschaften vor dem Anpfiff | Siegerehrung |
|                     |                              |              |

## Torschützen
| Rang | Spieler                | Verein            | Tore |
| ---- | ---------------------- | ----------------- | ---- |
| 1    | Franck Ribéry          | FC Bayern München | 3    |
| 2    | Róbert Vittek          | 1. FC Nürnberg    | 2    |
| 3    | Halil Altıntop         | FC Schalke 04     | 1    |
|      | Hamit Altıntop         | FC Bayern München | 1    |
|      | Tim Borowski           | Werder Bremen     | 1    |
|      | Fabian Ernst           | FC Schalke 04     | 1    |
|      | Miroslav Klose         | FC Bayern München | 1    |
|      | Lewan Kobiaschwili     | FC Schalke 04     | 1    |
|      | Peter Løvenkrands      | FC Schalke 04     | 1    |
|      | Bastian Schweinsteiger | FC Bayern München | 1    |
|      | Sandro Wagner          | FC Bayern München | 1    |
|      | Heiko Westermann       | FC Schalke 04     | 1    |